# Der Frieder und das Katherlieschen

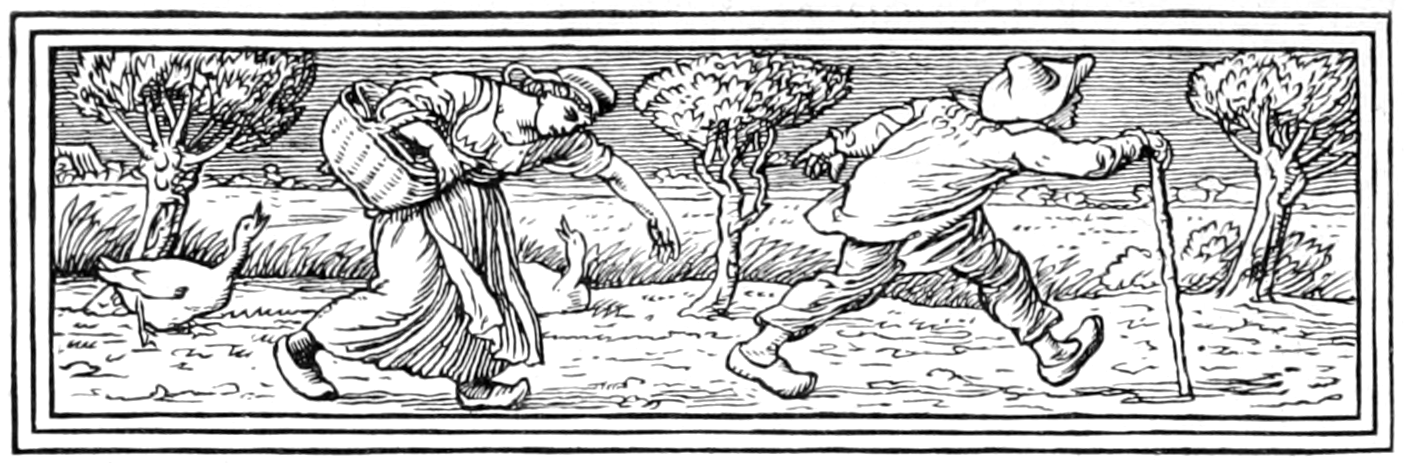
Illustration von Walter Crane, 1882

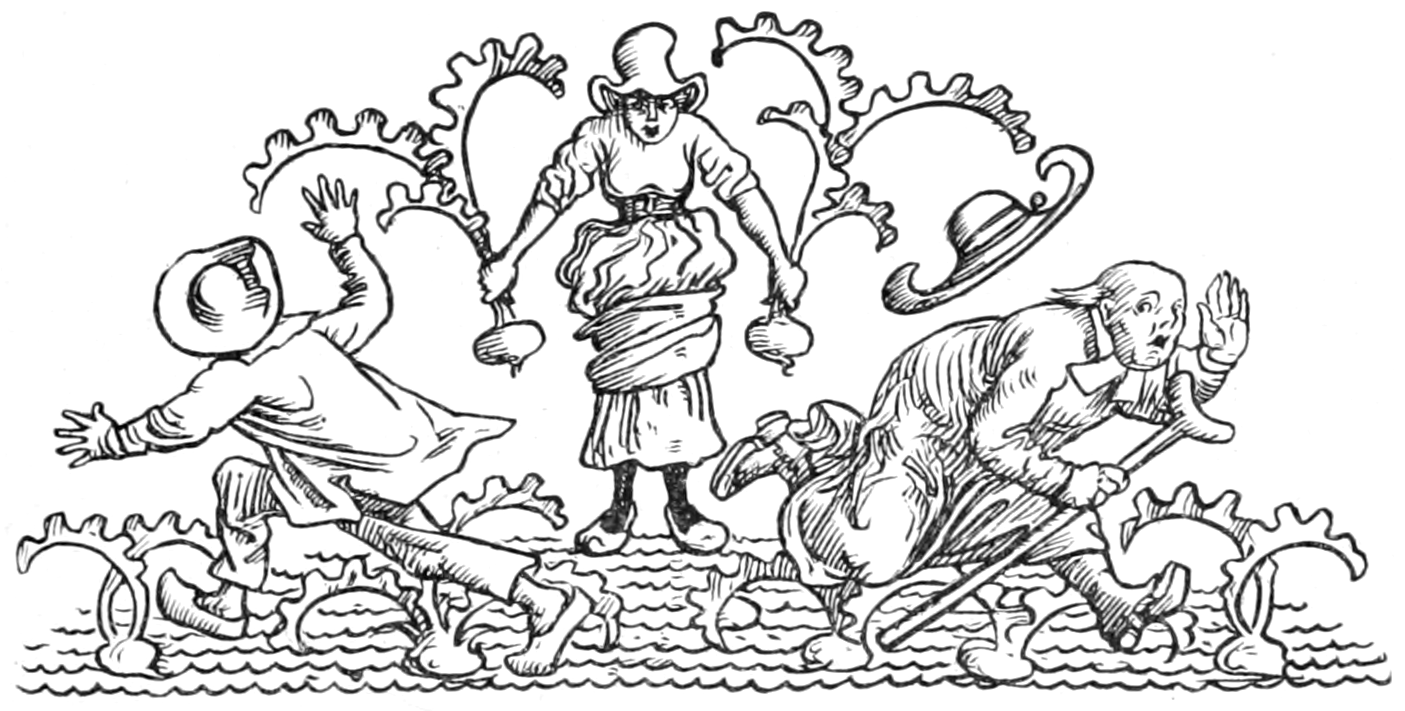
Illustration von Walter Crane, 1882

Der Frieder und das Katherlieschen ist ein Schwank (ATU 1387, 1541, 1385*, 1291, 1653). Er steht in den Kinder- und Hausmärchen der Brüder Grimm ab der 2. Auflage von 1819 an Stelle 59 (KHM 59). Dort schrieb sich der Titel Der Frieder und das Catherlieschen.

## Inhalt

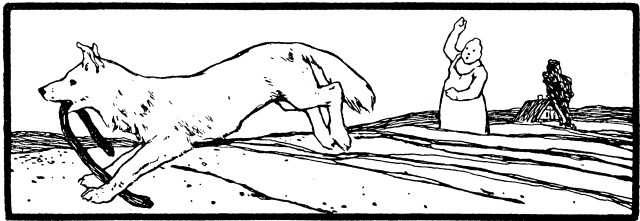
Illustration von Otto Ubbelohde, 1909

Frieder trägt seiner Frau Katherlieschen auf, bis zum Abend, wenn er von der Feldarbeit heimkommt, eine ordentliche Mahlzeit und etwas zu trinken vorzubereiten. Während sie im Keller einen Krug Bier zapft, stiehlt der Hund ihr die Wurst aus der Pfanne. Während sie dem Hund nachläuft, läuft das Fass aus. Sie überlegt, was sie tun könne, damit der Frieder nichts merkt. Da kommt ihr die Idee, das Bier mit Mehl zu trocknen. Dabei fällt auch noch der Krug um und Frieder bekommt weder zu essen noch zu trinken.
Er belehrt sie, dass sie bei allem besser hätte aufpassen sollen und das Mehl nicht hätte zum Trocknen des Bieres nehmen solle.
Katherlieschen entgegnet, das habe sie nicht gewusst, das hätte er ihr vorher sagen müssen.
Frieder denkt nun, dass er seine Frau besser aus Gelddingen heraushalte.
Er vergräbt sein Gold im Stall.
Er sagt ihr, es seien Gickelinge und sie solle nicht daran gehen. Es kommen Krämern vorbei mit schönen Tontöpfen. Katherlieschen sagt, es habe kein Geld, aber im Stall seien Gickelinge, die könnten sie haben. Sie dürfe aber nicht daran, deshalb müssten sie die selbst ausgraben. Als die Krämer das Gold finden, lassen sie ihr alle Töpfe da und laufen weg. 
Weil es nun mehr Geschirr ist, als sie drinnen braucht, steckt sie es mit ausgeschlagenen Böden auf die Zaunpfähle rund ums Haus. 
Als Frieder nach Hause kommt schimpft er mit ihr.
Als sie die Diebe verfolgen, bleibt sie zurück. Zur Verpflegung für beide hat Katherlieschen Käse, Butter und Brot mitgenommen.
Auf dem Weg sind tiefe Spurrillen. Die schmiert sie mit Butter, damit die arme Erde weniger gedrückt wird. Ein Käse rollt davon. Sie schickt die anderen nach, dass sie ihn holen, aber sie kommen nicht wieder. Frieder schickt sie das Haus zu "verwahren" und anderes Essen holen. Sie holt Essig und Hutzeln (gedörrte Birnen) und bringt die Tür zur Verwahrung mit. Sie steigen zum Schlafen auf einen Baum, unter dem sich zufällig die Diebe treffen. Frieder wirft Steine, aber trifft nicht, die Räuber halten sie für Tannenzapfen. Hutzeln und Essig, die Katherlieschen zu schwer werden, halten sie für Vogelmist und Tau. Erst als sie die Tür herunterfallen lässt, wähnen sie den Teufel und laufen weg. Frieder und Katherlieschen nehmen ihr Gold wieder mit heim. 
Frieder denkt, nun werde auch alles andere gut. Er schickt Katherlieschen alleine aufs Feld. Es soll Frucht schneiden. Es isst erst und wird müde. Vor Müdigkeit zerschneidet es seine Kleider und schläft dann ein. Am Abend ist es verwirrt und kennt sich selbst nicht mehr. Es kehrt mit zerschnittener Kleidung heim. Es klopft ans Fenster und fragt, ob das Katherlieschen schon drin sei. Frieder antwortet „Ja, Ja“. Als es das hört, läuft es fort. Es schließt sich zwei Dieben an und will ihnen beim Stehlen helfen. Es ruft aber so laut, dass sie es, um es wieder loszuwerden, vors Dorf auf das Feld des Pfarrers schicken, wo es Rüben rupfen soll. Weil es zu faul ist, sich dabei aufzurichten, hält ein vorbeikommender Mann es für den Teufel und holt den Pfarrer, welcher ihn wegbannen soll, wegen seines lahmen Beines aber nicht laufen kann, sondern huckepack genommen wird. Als Katherlieschen sich aufrichtet, denkt auch der Pfarrer, dass es der Teufel sei und beide, auch der mit dem kranken Bein, laufen in großer Angst davon.

## Herkunft

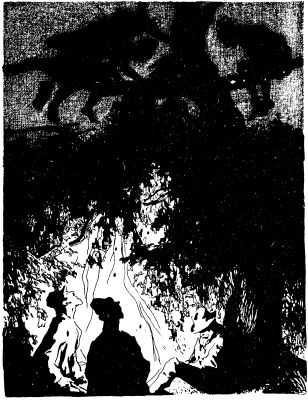
Illustration von Otto Ubbelohde, 1909

Der Text steht in den Kinder- und Hausmärchen der Brüder Grimm ab der 2. Auflage von 1819 als Nr. 59 (anstelle Prinz Schwan aus der 1. Auflage). Sie folgten laut Anmerkung v. a. einer „Erzählung aus Zwehrn“ (von Dorothea Viehmann). Aus „einer andern hessischen“ stammt die Stelle mit Butter und Käse, „aus Fritzlar“ die vergrabenen Gickelinge (in der zwehrner Fassung ein Hasenbalg). In einer „aus den Diemelgegenden“ soll die Frau Fleisch in Kohl aufs Feld bringen, steckt es roh ins Kohlfeld. Der Hund frisst es. Sie bindet ihn dafür an den Bierhahn. So läuft das Bier aus, sie trocknet es mit Mehl und bringt dem Mann Essig und Hutzeln und die Haustür. Sie fliehen vor Räubern auf einen Baum und erbeuten wie in der anderen Fassung deren Gold. Durch die Nachbarin, von der sich die Frau ein Maß für das Gold leiht, erfahren es alle, aber werden im Wald von den Räubern erschlagen. Die Anmerkung nennt noch Colshorn Nr. 37, norwegisch bei Asbjörnsen „S. 202“, zum Herabwerfen der Tür auf die Spitzbuben Kuhn und Schwarz Nr. 13, teilweise Vardiello in Giambattista Basiles Pentameron I,4, Morlini Nr. 49, „zwei slavonische Märchen“ bei Vogl, „der Meisterlügner S. 64. 65 und Hans in der Schule S. 83, der Dummheiten anderer Arten macht“.
Vgl. KHM 34 Die kluge Else, KHM 34a Hansens Trine, KHM 77 Das kluge Gretel, KHM 104 Die klugen Leute, KHM 27 Die Bremer Stadtmusikanten. Die Handschrift Von en Manne un siner Frûë in Grimms Nachlass enthält ähnliche Streiche. Vgl. in Giambattista Basiles Pentameron I,4 Vardiello. Vgl. Die beiden Brüder in Ludwig Bechsteins Neues deutsches Märchenbuch.

## Interpretation

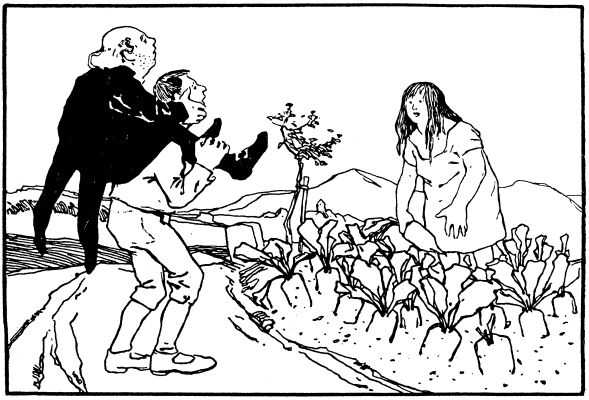
Illustration von Otto Ubbelohde, 1909

Erika Alma Metzger deutet die symbolische Selbstzerschneidung und Identitätskrise, den Zweifel, ob sie drinnen oder draußen ist, als Depersonalisation oder Bewusstseinsspaltung. Dies deute sich schon in dem zuerst lustig klingenden Namen „Katherlieschen“ an, der sich ableiten lässt von Katharina und Elisabeth, also einer Märtyrerin und einer Heiligen. Ihre selbstvergessene Hingabe an chthonische Mächte, wie sie als Erdmutter die Speisen sinnlos an die Erde verschwendet und der Ruf der Diebe „Der Teufel kommt vom Baum herab“ nehmen schon das spätere Urteil des Pfarrers vorweg. Ihre Dummheit ist da schon nicht mehr lustig im Sinne eines Schwanks, zugleich fehlt die Märchenlogik der erfolgreichen Überwindung des Bösen. Die Erzählabsicht sei wohl die eines abschreckenden Beispiels aus dem Dorfleben, so dass die genaue psychische Störung nicht mehr zu erschließen sei.

## Rezeptionen
Vgl. zu „bin ichs, oder bin ichs nicht?“ Von einem Pfarrer, der allzu kräftig predigte in Johann Wilhelm Wolfs Deutsche Hausmärchen, zu „der Teufel kommt vom Baum herab“ Hadelum-pum-pum in Ulrich Jahns Volksmärchen aus Pommern und Rügen, Nr. 11.
In Siegfried Wagners Oper Märchenspiel bilden Frieder und Katherlieschen wohl die Rahmenhandlung.